# Lagerstroemia hypoleuca
Lagerstroemia hypoleuca är en fackelblomsväxtart som beskrevs av Wilhelm Sulpiz Kurz. Lagerstroemia hypoleuca ingår i släktet Lagerstroemia och familjen fackelblomsväxter. Inga underarter finns listade i Catalogue of Life.